# دیوید گریس
دیوید گریس (انگلیسی: David Gries؛ زادهٔ ۲۶ آوریل ۱۹۳۹) دانشمند رایانه و اهل ایالات متحده آمریکا است. وی در دانشگاه کرنل، ایالات متحده آمریکا در حال فعالیت می‌باشد. او عمدتاً به خاطر کتاب‌هایش به نام علم برنامه‌نویسی (۱۹۸۱) و رویکرد منطقی به ریاضی گسسته (۱۹۹۳، با «فرد بی. اشنایدر») شناخته شده است.
او از سال ۲۰۰۳ تا ۲۰۱۱ معاون برنامه‌های کارشناسی در دانشکده مهندسی دانشگاه کرنل بود. زمینه‌های تحقیقاتی او شامل روش‌شناسی برنامه‌نویسی و زمینه‌های مرتبط مانند زبان‌های برنامه‌نویسی، معنی‌شناسی مرتبط و منطق است.